# Amos R. Webber

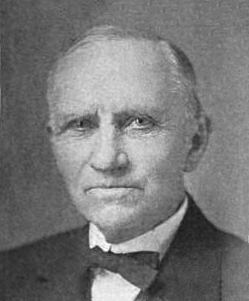
Amos R. Webber

Amos Richard Webber (* 21. Januar 1852 in Hinckley, Medina County, Ohio; † 25. Februar 1948 in Elyria, Ohio) war ein US-amerikanischer Politiker. Zwischen 1904 und 1907 vertrat er den Bundesstaat Ohio im US-Repräsentantenhaus.

## Werdegang
Amos Webber besuchte die öffentlichen Schulen seiner Heimat und studierte danach an der Baldwin University in Berea. Nach einem Jurastudium und seiner 1876 erfolgten Zulassung als Rechtsanwalt begann er in Elyria in diesem Beruf zu arbeiten. Zwischen 1884 und 1890 war er Staatsanwalt im dortigen Lorain County. In den Jahren 1900 bis 1903 war er dort als Berufungsrichter tätig. Politisch schloss er sich der Republikanischen Partei an.
Nach dem Tod des Abgeordneten William W. Skiles wurde Webber bei der fälligen Nachwahl für den 14. Sitz von Ohio als dessen Nachfolger in das US-Repräsentantenhaus in Washington, D.C. gewählt, wo er am 8. November 1904 sein neues Mandat antrat. Nach einer Wiederwahl konnte er bis zum 3. März 1907 im Kongress verbleiben. Im Jahr 1906 wurde er von seiner Partei nicht erneut nominiert.
Nach dem Ende seiner Zeit im US-Repräsentantenhaus praktizierte Amos Webber wieder als Anwalt. Außerdem befasste er sich mit literarischen Angelegenheiten. Zwischen 1922 und 1935 war er nochmals Berufungsrichter im Lorain County. Er starb am 25. Februar 1948 in Elyria im Alter von 96 Jahren.